# Párizs-Beauvais-Tilléi repülőtér
A Párizs-Beauvais-Tilléi repülőtér (IATA: BVA, ICAO: LFOB) egy nemzetközi repülőtér Párizstól északra, Beauvais közelében. Elsősorban a nemzetközi diszkont légitársaságok használják. Éves utasforgalma 4 614 424 fő (2022).

## Célállomások
| Légitársaság | Célállomások | Terminal |
| ------------ | --- | -------- |
| Air Moldova  | Chișinău | 1        |
| Blue Air     | Bukarest, Iași Szezonális: Bákó, Constanța | 1        |
| Lauda        | Bécs | 1        |
| Ryanair      | Alicante, Barcelona, Bari, Bergamo, Béziers, Bologna, Budapest, Cagliari, Dublin, Faro, Fez, Krakkó, Lisszabon, Madrid, Málaga, Málta, Manchester, Marrákes, Nador, Palermo, Pisa, Porto, Pozsony, Prága, Rabat, Róma-Ciampino, Sevilla, Stockholm–Skavsta, Szaloniki, Tanger, Tenerife–Sur, Treviso, Valencia, Vilnius, Varsó–Modlin, Wrocław Szezonális: Brindisi, Figari, Girona, Oujda, Palma de Mallorca, Zára, Zaragoza | 1, 2     |
| Volotea      | Szezonális: Ajaccio | TBC      |
| Wizz Air     | Belgrád, Bukarest, Craiova, Debrecen, Gdańsk, Iași, Kolozsvár, Kutaisi, Poznań, Szkopje, Szófia, Temesvár, Vilnius | 1, 2     |
| HiSky        | Máramaros-Nagybánya | 1        |

## Futópályák
A repülőtér futópályái:
- 12/30 (2430 m, 45 m, aszfalt)
- 04/22 (708 m, 18 m, aszfalt)

## Forgalom
Az utasforgalom az elmúlt években az alábbi módon változott:
| Utasok száma | 64 000 | 388 836 | 677 857 | 1 849 625 | 2 484 861 | 2 931 103 | 3 952 031 | 3 997 856 | 3 983 250 | 4 614 424 |
|              | 1996   | 1999    | 2002    | 2005      | 2008      | 2010      | 2013      | 2016      | 2019      | 2022      |

## Közlekedés

### Közút
A repülőtérről a 6-os helyi busz közlekedik a város felé. Útvonala: Tillé Aéroport – Hôtel de Ville
Reptéri busz megállói: Tillé Aéroport – Tillé Aeroport – Tillé Centre – Tilleuls – Aquaspace/Parc Dassault – Lilas – Hortensias – Maillart – Félix Faure – Jeu de Paume – Pellerin-Université – Brière SNCF (Vasútállomás) – Madeleine – Hôtel de Ville (Városháza) 
Ára 1 euró, amely egy egész napos utazásra jogosít fel minden városi vonalon.

### Vasút
Az SNCF Gare de Beauvais vasútállomása 4 km-re található, ahonnan vonatok indulnak Párizs Gare du Nord pályaudvarára.